# Wolf Reuter
Wolf Heinrich Reuter (* 19. August 1984 in Stuttgart) ist ein deutscher Ökonom und politischer Beamter. Er war von Januar bis November 2024 Staatssekretär im Bundesministerium der Finanzen.

## Leben
Reuter wurde in Stuttgart geboren und wuchs in Österreich auf. Ab 2004 studierte er Volkswirtschaftslehre und Wirtschaftsinformatik an der Wirtschaftsuniversität (WU) Wien, wo er 2013 promovierte.
Während seines Studiums war Reuter als Geschäftsführer im Bereich Veranstaltungsmanagement tätig. Von 2010 bis 2015 war er Wissenschaftlicher Mitarbeiter bei der WU Wien sowie dem Internationalen Institut für angewandte Systemanalyse, anschließend bei der Oesterreichischen Nationalbank. 2016 wechselte Reuter nach Deutschland zum Sachverständigenrat zur Begutachtung der gesamtwirtschaftlichen Entwicklung, zunächst als Referent für Makroökonomik, ab 2018 als Generalsekretär. Im April 2022 wurde er als Nachfolger von Jakob von Weizsäcker Leiter der Grundsatzabteilung (Chefvolkswirt) im Bundesfinanzministerium unter Christian Lindner.
Am 1. Januar 2024 wurde Reuter als Nachfolger von Werner Gatzer zum Staatssekretär im Bundesministerium der Finanzen ernannt. Nach dem Bruch der Ampelkoalition in Deutschland 2024 und der Entlassung von Bundesfinanzminister Lindner wurde Reuter im November 2024 vom neuen Finanzminister Jörg Kukies entlassen.
Zu Reuters Forschungsschwerpunkten zählen die Fiskal-, Handels- und Klimapolitik. Er gilt als „Fan harter Schuldenregeln“ und Vertrauter des Ökonomen Lars Feld.
Er ist verheiratet und hat ein Kind.

## Publikationen
- Measurement, Determination and effects of fiscal frameworks. Wirtschaftsuniversität Wien, Dissertation 2013.